# 主持人

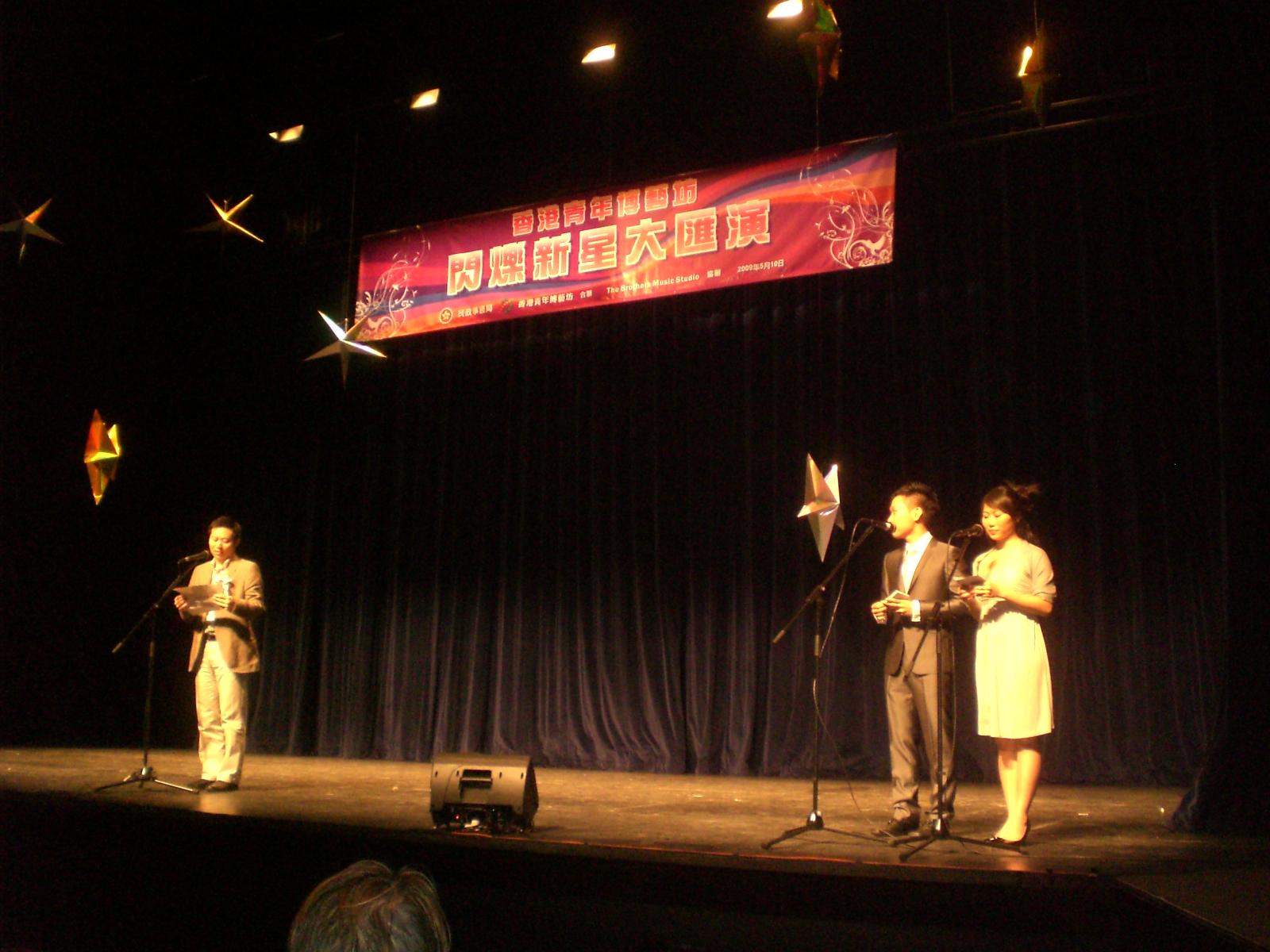
如圖舞台項目男女司儀一對

主持人，是藝人、政府官員以及政治人物等新聞界人士的活躍電視圈一種，負責场所或節目、儀式等司儀各式項目的（如香港、台灣、中國內地及澳門）等地主持者，為掌控事项進度及氣氛的幕前負責人。

## 種類
- 电视节目的主持人一般稱為“電視節目主持人”。
- 新聞報導的主持人稱為“主播”。
- 電台節目的主持人稱為「廣播節目主持人」、「唱片騎師」或「DJ」。
- 文藝晚会、開閉幕仪式等現場節目，以及宗教或民俗儀式的主持人，稱為“司儀”。
- 婚礼的主持人，現代稱為“婚礼主持”或“婚禮司儀”，古代稱為“贊禮”。
- 電視節目戶外主持則稱為“外景主持人”。
- 政治人物的主持人一般稱為“政壇主持人”、“時事評論員”。
- 新聞記者的主持人一般稱為“主播”。

## 用法
- 「主持」源於佛教寺廟的住持，有些人亦將住持稱為主持。
- 這詞誕生於1962年臺灣《群星會》節目，最早的節目主持為慎芝，而白嘉莉在六零年代有最美麗的主持人之稱，紅遍東南亞，故後來此用法傳至香港；另有一說法，「節目主持」最早用於廣播電台如名主持人包國良。
- 香港對「主持人」一詞的使用始於1980年代，後來為電視主持人的稱號，並普及到電臺、網絡。香港對「司儀」與「主持人」的詞義是通用的。

## 各地主持人

### 香港主持人
金牌司儀是針對以香港演藝界表現出色的主持人之讚頌，由於香港演藝界在1980年代曾經舉行過《皇牌司儀大匯串》的演出，多位主持人匯聚一堂，由大眾評選出歷年來最出色、最深印象的主持人，因此「金牌司儀」選舉曾經樹立過無數主持行業的標兵。從1970年代開始執掌香港無綫電視長壽綜藝節目《歡樂今宵》主持的何守信和沈殿霞一直被譽為香港的「第一金牌司儀」，由於《歡樂今宵》至今仍是金氏世界紀錄中全球最長壽的綜藝節目，因此曾經培養出無數金牌司儀。
1980年代，香港報章曾會不定期評選十大最受歡迎的金牌司儀，多年來屢獲殊榮的都是香港各大綜藝節目及大型節目的常規主持人和司儀，其中包括：何守信、曾志偉、陳百祥、鄭丹瑞、鄭裕玲、汪明荃、沈殿霞、狄波拉、陳欣健、岑建勛、林敏聰、盧大偉、譚炳文、李香琴、林建明、狄娜、瑪俐亞、黃霑、薛家燕、俞琤、陳啟泰、鍾保羅、盧覓雪、黃韻詩、吳君如、許冠文、蕭芳芳、毛舜筠、查小欣、葉玉卿、劉志榮、葛民辉、林海峰、林姗姗、邓梓峰、朱慧珊、陈淑兰、曾华倩等等。及後，香港演藝界再未舉辦固定的主持人獎項，不過依舊湧現出不少新生代的名嘴司儀，如森美、小儀、王祖藍、崔建邦、阮兆祥、谷德眧、林曉峰、錢嘉樂、黃子華、張達明、詹瑞文、曾寶儀、杜汶澤、田蕊妮、林子聰、陳志雲等人。
除了娱乐、电影、音乐等综艺节目外，香港各大电视台也有很多特色节目，如新闻财经、体育社会、饮食文化、儿童妇女等节目，这些特色节目也造就一群金牌司仪。随着1990年代，政论节目和烽烟节目的兴起，一些香港的政论家和政论节目主持人也成为香港的一代名嘴，如黄毓民、陶杰、陶君行、施永青、刘梦熊、叶刘淑仪、陈方安生、刘慧卿等，而一批资历深厚且阅历颇丰的文艺圈人士因参与政论节目，而成为香港炙手可热的名嘴，如潘小涛、梁文道、胡恩威、刘天赐、马家辉、谭卫儿、张翠容、施南生、刘锐绍、萧若元、岑建勋、狄娜、卢觅雪、查小欣等。
各大电视台的特色节目也催生一大批另类名嘴主持，因饮食节目风行，一部分的食家、名厨师和饮食集团總經理接連登上电视荧屏，如蔡澜、梁文韜 （食神）、周聪、黄丽梅、黄永帜、吴耀明、苏丝黄等成为广受欢迎的饮食节目主持人。命相风水为主题的堪舆学节目也掀起热潮，因此一些香港堪舆学家，如麦玲玲、苏民峰、李丞责、李居明、司徒法正、简信回、楊天命、鄺偉雄、宋邵光等人也成为香港名嘴。
因香港是国际金融中心，财经、新聞节目颇受欢迎，每家电视台均常设财经股评节目，众多电视股评人也风靡香港，如胡孟青、马时亨、曹仁超、陈永陆等人也成为香江投资界的名嘴。体育节目拥有广大观众群，一些著名的体育节目主持人和评论员也应运而生，如林尚义、潘宗明、韩毓霞、马启仁、钟志光、潘源良等等。妇女和儿童节目也诞生一批名嘴名人，如方任丽莎（方太）、安德尊、谭玉英等等。赛马节目亦缔造了一批马评家，如董骠和陈百祥等。深夜的电台鬼故事节目和倾情节目孕育出，以政治人物參與的人包括白韵琴、陈海琪、颜联武、路芙、黄伟文、雷宇扬、潘绍聪等名嘴。这些特色节目的主持人，除将专业范畴带入节目外，更可拉近市民大众对专业人士的距离。
而年轻人节目、模仿节目、清談節目和栋笃笑热潮，也缔造了一大群新生代的金牌司仪，如黄子华、林海峰、林晓峰、葛民辉、谷德眧、張達明、陆永、农夫、卓韵芝、森美、小仪（阮小仪）、麦美恩、张继聪、王祖蓝、王贻兴、阿BOB（林盛斌）等等。
近年来随着香港無綫電視、麗的電視（亚洲电视前身）、有线电视、NOW宽频电视和凤凰卫视的不断壮大，各大电视台不断培养出别具一格的主持人。观众口味的不断提升和改变，对于纯识大体、口齿伶俐、反应敏捷的主持人应有要求不断提高，新生代主持人除具有传统司仪应有的优势外，更加需要有个人特色和知识底蕴的主持人。

### 臺灣主持人
臺灣演藝界的主持人則偏向著重於純娛樂化和綜藝化。由於台灣本土電視台競爭激烈，各大綜藝節目各行其道，幾乎佔據所有電視台的黃金時段，使得台灣節目無論是戲劇還是新聞都綜藝化。著名的台灣綜藝節目主持人如秀場天王豬哥亮、台灣主持界的「三王一后」：吳宗憲、張菲、胡瓜和台灣演藝界大姐大張小燕。
臺灣的金鐘獎設有獎項表揚過去一年廣播與電視節目傑出的主持人。